# Arms and the Woman
Arms and the Woman è un cortometraggio muto del 1910 diretto da Bannister Merwin che ne firma anche la sceneggiatura. Interpretato da Mary Fuller e Charles Ogle, è conosciuto anche con il titolo A Western Melodrama.

## Produzione
Il film fu prodotto dalla Edison Manufacturing Company.

## Distribuzione
Distribuito dalla General Film Company, il film uscì nelle sale cinematografiche statunitensi il 30 novembre 1910. Copie della pellicola in 16 mm si trovano nella George Kleine film collection della Library of Congress.